# Grande dodecaedro troncato stellato
In geometria, il grande dodecaedro troncato stellato è un poliedro stellato uniforme avente 32 facce - 20 triangolari e 12 a forma di decagramma - 90 spigoli e 60 vertici.

## Coordinate cartesiane
Le coordinate cartesiane per i vertici del grande dodecaedro troncato stellato sono date da tutte le permutazioni pari di:
{\displaystyle \left(\,0,\,\pm \varphi ,\,\pm (2-{\frac {1}{\varphi }})\,\right)}
{\displaystyle \left(\,\pm \varphi ,\,\pm {\frac {1}{\varphi }},\,\pm {\frac {2}{\varphi }}\,\right)}
{\displaystyle \left(\,\pm {\frac {1}{\varphi ^{2}}},\,\pm {\frac {1}{\varphi }}\,\pm 2\right)}
dove {\displaystyle \varphi ={\tfrac {1+{\sqrt {5}}}{2}}} è la sezione aurea.

## Poliedri correlati
Il grande dodecaedro troncato stellato, spesso indicato con il simbolo U66 e avente come inviluppo convesso un rombicosidodecaedro non uniforme, ha la stessa disposizione di vertici del piccolo dodecicosidodecaedro ditringonale, del piccolo icosicosidodecaedro e del piccolo dodecicosaedro.
| Grande dodecaedro troncato stellato | Piccolo icosicosidodecaedro | Piccolo dodecicosidodecaedro ditrigonale | Piccolo dodecicosaedro |

### Grande triacisicosaedro
Il grande triacisicosaedro è un poliedro stellato isoedro, nonché il duale del grande dodecaedro troncato stellato, avente per facce 60 triangoli isosceli.
Dato un grande dodecaedro troncato stellato di spigolo pari a 1, immaginando il grande triacisicosaedro come composto da 60 facce intersecanti a forma di triangolo isoscele, come riportato nella figura sottostante, di cui solo una parte visibile all'esterno del solido, le facce risultanti hanno una coppia di angoli uguali di ampiezza pari a {\displaystyle \arccos({\frac {3}{4}}-{\frac {1}{20}}{\sqrt {5}})\approx 50,342\,524\,343\,87^{\circ }} e l'angolo al vertice di ampiezza pari a {\displaystyle \arccos(-{\frac {3}{20}}+{\frac {3}{20}}{\sqrt {5}})\approx 79,314\,951\,312\,25^{\circ }}, con la base di lunghezza pari a {\displaystyle {\frac {5-{\sqrt {5}}}{2}}\approx 1,38197} e i due lati uguali di lunghezza pari a {\displaystyle 5{\frac {7-{\sqrt {5}}}{22}}\approx 1,08271}.